# アイランドエクスプレス四国
| アイランドエクスプレス四国 （1989年、高松駅） |  | 予土線を走るアイランドエクスプレス四国（1987年、予土線 打井川 - 土佐大正間） |
| アイランドエクスプレス四国 （1989年、高松駅） |  | 予土線を走るアイランドエクスプレス四国（1987年、予土線 打井川 - 土佐大正間） |

アイランドエクスプレス四国（アイランドエクスプレスしこく）は、日本国有鉄道（国鉄）・四国旅客鉄道（JR四国）が1987年から1999年まで保有していた鉄道車両（客車）で、ジョイフルトレインと呼ばれる車両の一種である。

## 概要
| 四国団臨色車 キハ58 577（1988年ごろ、高松駅） |  | 四国団臨色車 キハ28 2475（1988年ごろ、高松駅） |
| 四国団臨色車 キハ58 577（1988年ごろ、高松駅） |  | 四国団臨色車 キハ28 2475（1988年ごろ、高松駅） |

旅客需要の多様化に伴い、1980年代に入ると国鉄の各鉄道管理局では和式車両や欧風車両を登場させることで、その需要に応えていた。しかし、国鉄四国総局でのイベント車両はキハ28形・キハ58形気動車のうち、新幹線0系の廃車発生品である転換クロスシートを装備した上でカラオケ装置を設置した車両（四国団臨色車）くらいしか存在しなかった。
折りしも国鉄分割民営化を控えた時期であり、JR四国の発足にあわせて、利用者に楽しい列車の旅を提供するとともに、思い出に残るような車両となることを目指し、JR他社に引けを取らない本格的な欧風客車を登場させることになった。

## 車両
いずれの車両も50系客車より改造されており、1号車・3号車・5号車はオロフ50形、2号車・4号車はオロ50形である。改造は多度津工場が担当した。
- 1号車 オロフ50 1（旧オハフ50 2376） - 定員21人
- 2号車 オロ50 1（旧オハ50 2249） - 定員33人
- 3号車 オロフ50 3（旧オハフ50 2378） - 定員20人
- 4号車 オロ50 2（旧オハ50 2250） - 定員33人
- 5号車 オロフ50 2（旧オハフ50 2377） - 定員21人

全車両がグリーン車扱いである。

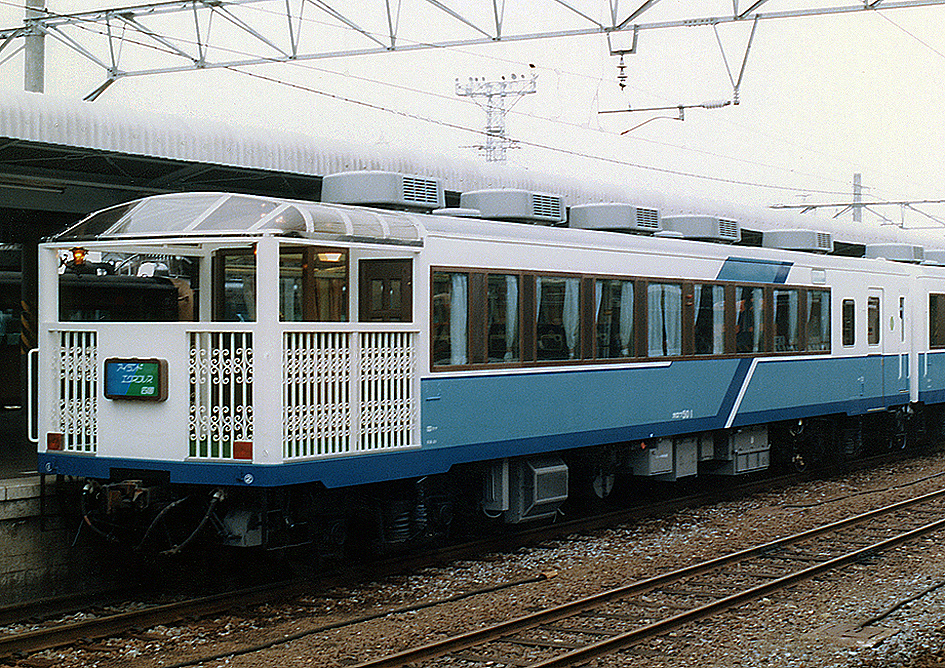
オロフ50 1
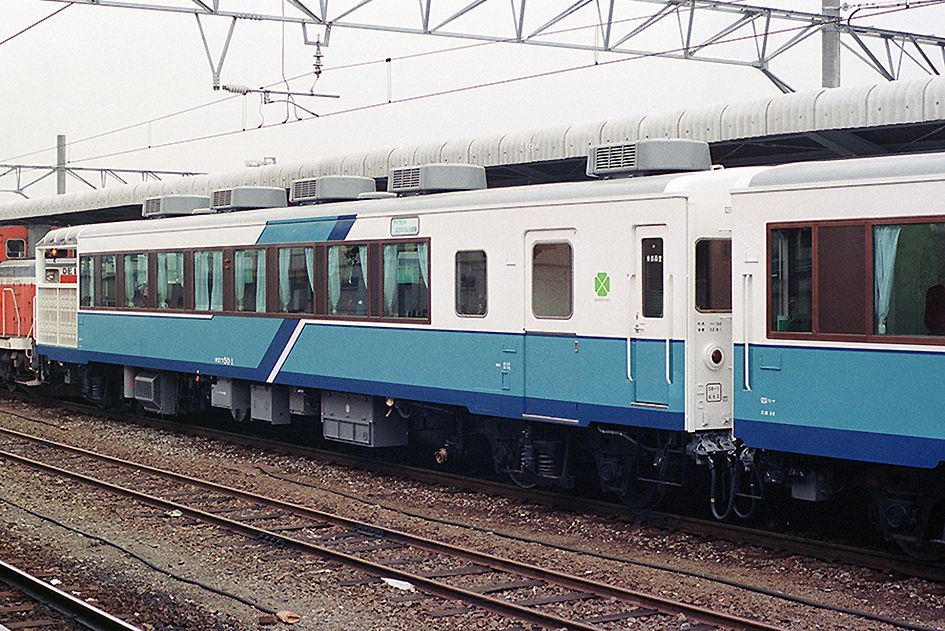
オロフ50 1
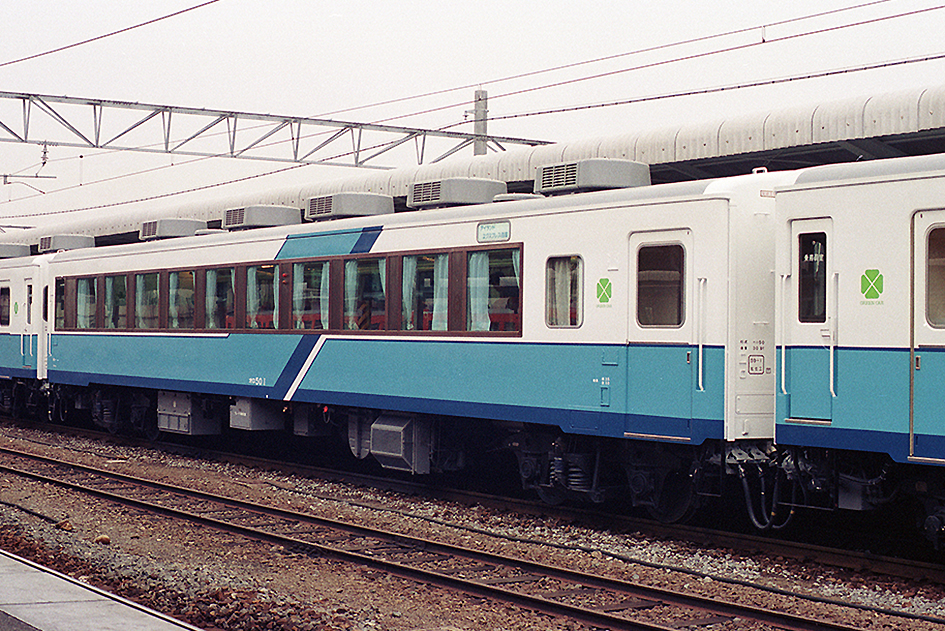
オロ50 1
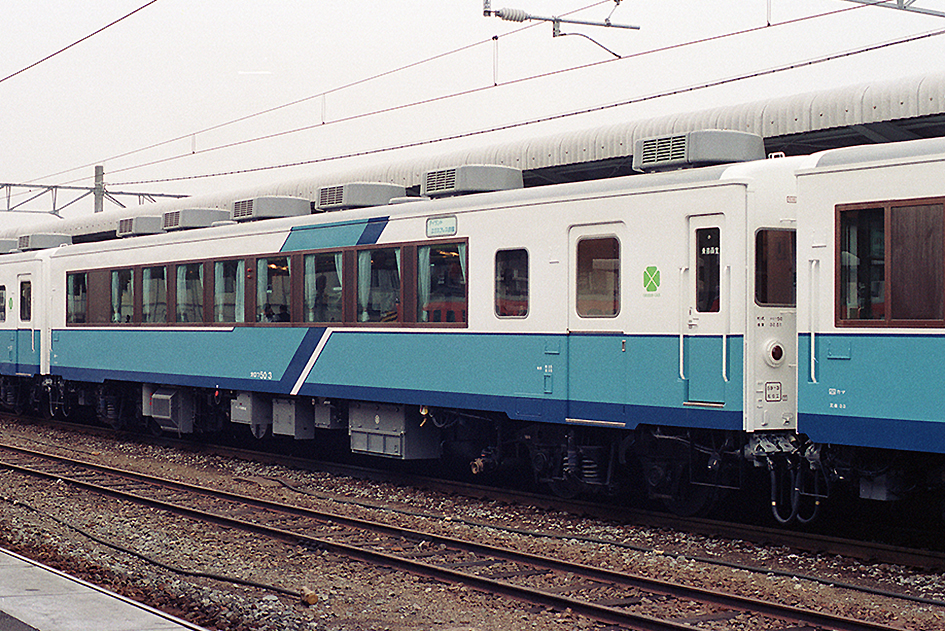
オロフ50 3
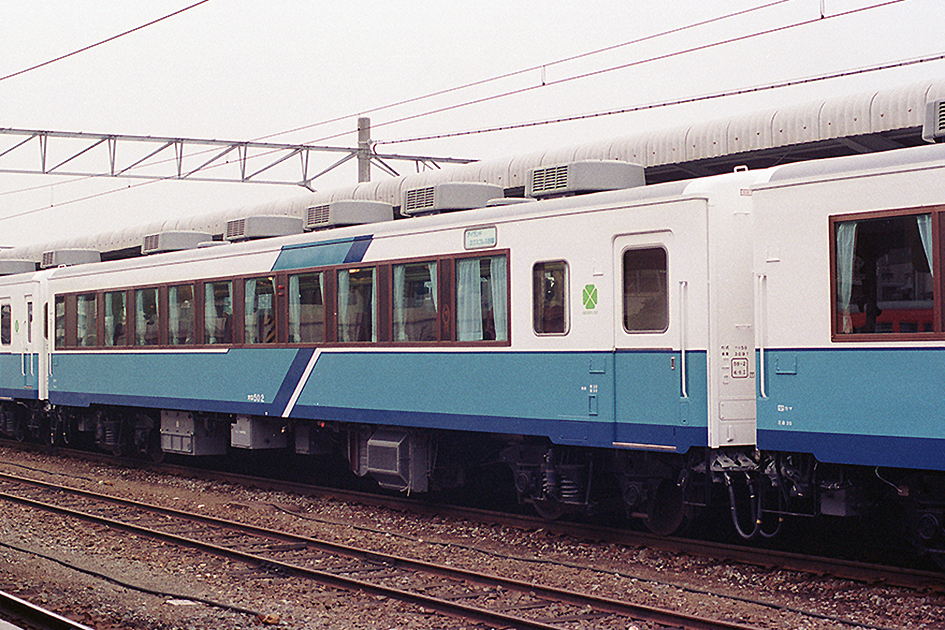
オロ50 2
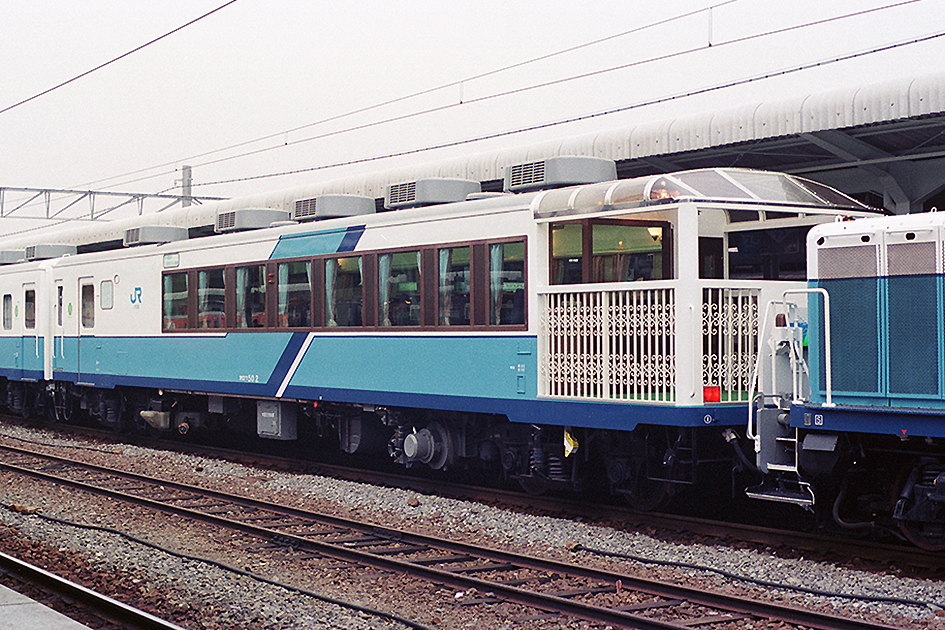
オロフ50 2

### コンセプト・デザイン
四国の温暖な気候を生かし、瀬戸大橋が開通した後の観光用に使用することを考慮した。
四国は「青い国」というイメージが定着していると判断されたことから、これを徹底的に強調する塗装デザインとした。車体の窓から上を白、窓の下はライトブルーとして、フレッシュなリゾート感覚を表現した。また、白とライトブルーの境界には細い青帯を入れ、車体中央部ではブルーの濃淡の斜めのラインを入れることでアクセントをつけた。
なお、当列車の専用機関車として、DE10形機関車2両（DE10 1014・DE10 1036（1014退役後）・DE10 1148）を同様の塗装デザインに変更した。
| |  |  |
| 左：DE10 1014 アイランドエクスプレス専用塗装機 中：DE10 1036 アイランドエクスプレス専用塗装機 右：DE10 1148 アイランドエクスプレス専用塗装機 |  |  |

### 改造内容
種車となった50系客車は一般形であるため、12系客車や14系客車と比較すると車体幅が狭い。また、冷房装置やその電源も搭載されておらず暖房も自車でまかなえない車両である。このため、室内・外装の改造のみならず、屋根構造や床下艤装についても大幅に改造されることになった。
全車両とも、屋根上の通風器（ベンチレーター）をすべて撤去した上、新たにAU13A形分散式冷房装置を3号車のオロフ50形には6基、それ以外の車両には5基搭載した。暖房は種車の電気暖房を使用することになり、冷房・暖房・サービス電源を自車でまかなう発電機関を床下に搭載した。また、車内の換気のためにバス用の電動換気扇を各車両とも2個設置した。また、各車両とも片側の扉を閉鎖し、展望室（1号車・5号車）、添乗員室（3号車）、給茶室（2号車・4号車）とした。側面の窓は2段窓からはめ殺しの固定窓に変更した上で、窓柱をブロンズ色とし、ブロンズ色に着色したステンレス板を飾りとすることで連続窓風にした。
奇数号車には洗面所を新たに設置し、便所は種車を活用したが、1号車と5号車については洋式便所への改造を行なった。

#### 客室
客室は通路を片側に寄せた上で160ミリ嵩上げして、床敷物は絨毯とし、リクライニングシートをシートピッチは1280ミリで2列+1列の配置とした。座席は45度刻みで360度回転が可能である。通路の壁面には折りたたみ式座席（ジャンプシート）を、奇数号車では6脚・偶数号車では10脚設置した。奇数号車の客室出入台側には1.2メートル×1.96メートルの舞台を設け、カラオケ機器を設置した。3号車には添乗員室としてボックス座席を設置した。
客室の照明は天井に直接照明の蛍光灯を連続して配置した上で、壁面には半間接照明の白熱灯を設置した。ただし、3号車に限っては半間接照明の蛍光灯を連続して配置している。照明は各車ごとに明るさの調整が可能である。

#### 展望デッキ
1号車と5号車には、車端部から2500ミリメートルを開放式の展望デッキとした。展望デッキのデザインは、別荘のベランダからフェンス越しに眺望を楽しむというイメージを具現化した。
天井は灯具取り付け部分以外をブロンズガラス（平面部）とブロンズアクリル（曲面部）の組み合わせとして、サンルーム調とした。フェンスは白の格子に飾り模様を入れ、転落防止を考慮して高さは1.2メートルとした。床には人工芝を敷きつめている。また、客室との仕切りには、間口の広い出窓を設けた。出窓と客室への扉はブロンズ調とした。

#### 床下機器
発電機関は4VK-8.8形を全車両に搭載した。この発電機関は、本来は3000回転毎分の70キロボルトアンペア仕様であるが、本車両ではこれを1800回転毎分、40キロボルトアンペア仕様に出力を抑えることで、騒音の低減を図った。各発電機関は、冷房・暖房・サービス電源として自車への給電が基本となるが、機関故障の際には2両までは給電可能としている。これに伴い、車軸発電機・蓄電池箱・変圧器箱は撤去した。また、これまで発電機関は夏季のみの利用であったが、今回の改造では年間を通じて使用するため、冷却水の水温が摂氏60度前後になると冷却用ファンの回転を停止する構造として、冬季の冷却水の過冷却防止を図った。これらの改造に伴い、床下の空気溜めタンクの設置場所を変更した。
電源機関の制御回路とサービス機器の回路を引き通す必要があることから、ジャンパ連結器を種車のKE85H形からKE8A形・KE93A形の併用に変更した。このため、通常の50系客車との混用は不可能となった。なお、展望室側にはジャンパ連結器は設けていない。
ブレーキ装置は、時速110キロメートル走行に対応させるため、「A急ブレーキ弁」の取り付けと制輪子の材質変更を行なった。

## 沿革
| EF65 1137牽引「JR1周年記念号」（1988年4月、宇多津駅） |  | アイランドエクスプレス四国+スロフ12 3 「JR1周年記念号」（1988年4月、宇多津駅） |
| EF65 1137牽引「JR1周年記念号」（1988年4月、宇多津駅） |  | アイランドエクスプレス四国+スロフ12 3 「JR1周年記念号」（1988年4月、宇多津駅） |

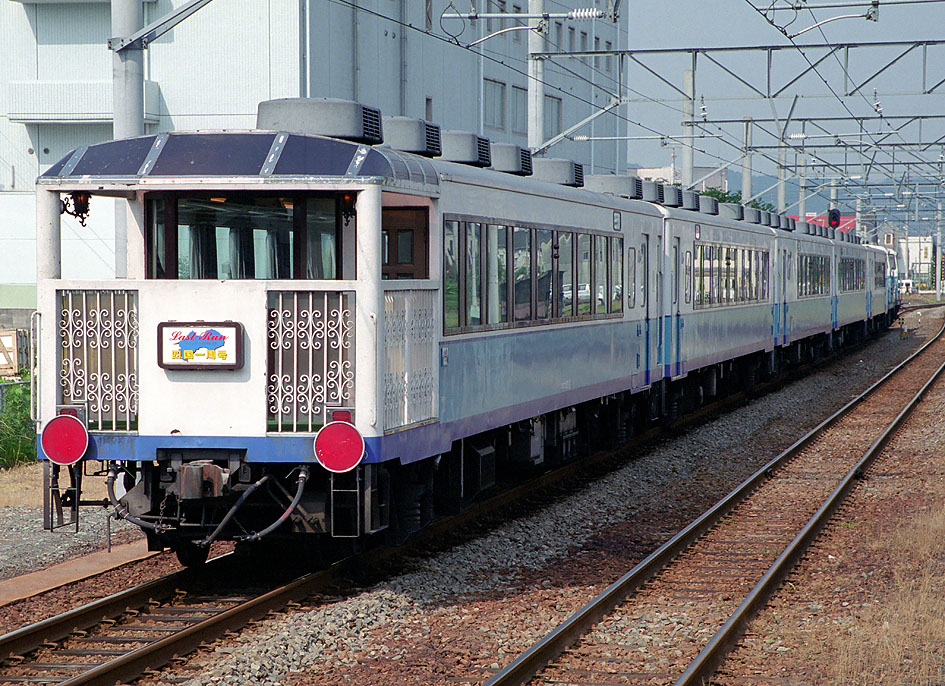
アイランドエクスプレス四国（リニューアル後）

1987年4月より運行を開始、四国を拠点として各地への団体輸送や臨時列車に使用された。
1988年4月にはJRグループは発足1周年を記念して、各旅客会社のジョイフルトレインなどを使用した「JR1周年記念号」をリレー方式で運転した。JR四国はアイランドエクスプレス四国を使用したが、旅客定員不足を補うため、JR四国所有の12系客車スハフ12 3を改装してスロフ12 3として連結して運転した。運転区間は高松 - 琴平 - 広島 - 高松（旅客営業は琴平 - 広島間）間であった。
1996年に内装・外装ともリニューアル工事を行った。外装では車体中央に入っていた斜めのストライプが廃され、オロ50形の窓上に「SHIKOKU RAILWAY COMPANY ISLAND EXPRESS」のロゴが入り、テールサインの変更も行なわれた。またオロフ50 3のテールライトが埋められている。車内では床敷物を絨毯からリノリウムに変更し、カラオケ装置・トイレ・洗面所をリフレッシュし、座席モケットも交換されている。
老朽化に伴い1999年5月29 - 31日の運転をもって引退・廃車となった。後継車としてキハ185系気動車キロハ186を改造した『アイランドエクスプレス四国II』が登場した。
その『アイランドエクスプレス四国II』も、1両が2017年1月に観光特急『四国まんなか千年ものがたり』用に再改造され、残されたもう1両もコロナ禍の影響で2020年3月以降運用がなくなり、また観光列車『伊予灘ものがたり』用のキハ40系気動車の老朽化により二代目車両として改造されることとなったため、2021年3月に運用を終えた。